# 整数规划
整数规划是指变量取值要为整数的問題，是数学规划中的一个分支。整数规划分为纯整数规划（所有变量取值均为整数）和混合整数规划（变量中有一部分取值为整数）。還有一类整数规划问题，其变量只取0或1值，称之为0-1规划。